# Козёл Сотанович
Козёл Сотанович (или Коза Сотанович) (? — 1180) — половецкий хан XII века.

## Биография
В 1168 году его вежи, как и вежи хана Белука были захвачены князьями Ярославом Всеволодовичем и Олегом Святославичем, победители захватив богатую добычу, возвратились назад.
В 1180 году как союзник князя Игоря Святославича участвовал в войне против Святослава Всеволодовича. Помимо Козла, половецкое войско возглавляли братья Кончак и Елтук (сыновья Атрака), а также Кобяк. Русские воины разгромили объединённые силы половцев и воинов Игоря Святославича. Ханы Кончак, Кобяк и князь Игорь спаслись с поля битвы, в битве погибло множество половцев, включая ханов Елтука и Козла Сотановича. В плен попали два сына Кончака и четыре хана Тотоур, Бякуб, Кунчуюк и Чугай.